# براندون سكلينار

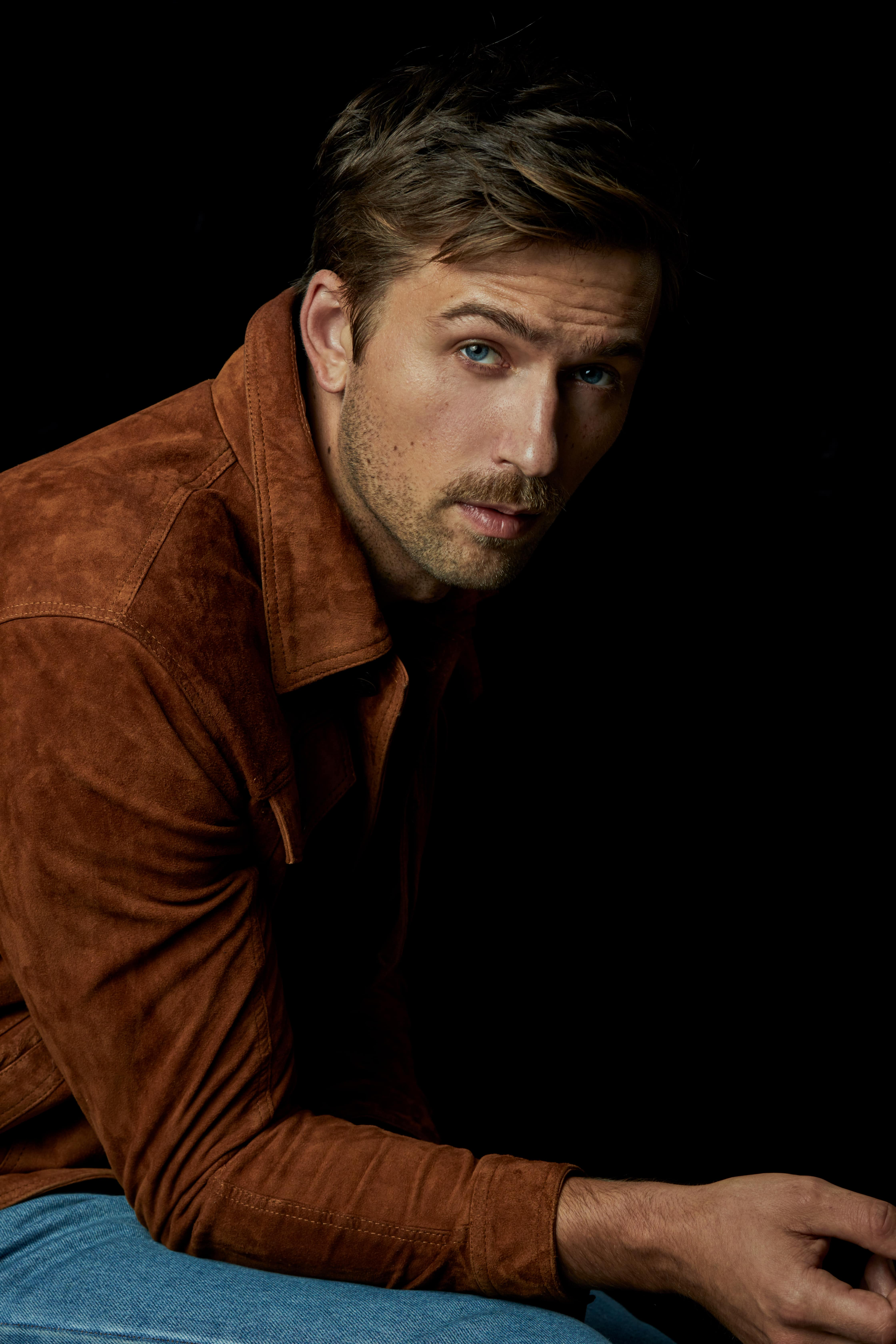
براندون سكلينار

براندون سكلينار (بالإنجليزية: Brandon Sklenar) ممثل أمريكي اشتهر بأدواره في الأفلام: «ميدواي Midway» و«مابلثورب وفايس Mapplethorpe». ولد سكلنار وترعرع في شمال نيو جيرسي.
ظهر سكلينار لأول مرة في فيلمه الاحترافي الأول «محاصر Cornered» وفي العام التالي، ظهر في المسلسل التلفزيوني «قواعد المواعدة من مستقبلي الذاتي» 2012. ثم ظهر في فيلم «فرصة Chance» في عام 2014، والمسلسل الكوميدي «والحق يقال Truth Be Told» في عام 2015، والأفلام «هونكي دوري» و«بيلا دونا»، والمسلسل التلفزيوني «تقع فيّ Fall into Me» في عام 2016، لعب دورًا رئيسيًا في فيلم الرعب الأمريكي الياباني «المعبد Temple».

## وصلات خارجية
https://www.imdb.com/name/nm3996999/ براندون سكلينار
https://www.themoviedb.org/person/1855143-brandon-sklenar براندون سكلينار